# El Nido, California
El Nido, California (енгл. El Nido) насељено је место без административног статуса у америчкој савезној држави Калифорнија.

## Демографија
По попису из 2010. године број становника је 330.
| Група             | 2000.    | 2010.       |
| Белци             | 0 (0,0%) | 77 (23,3%)  |
| Афроамериканци    | 0 (0,0%) | 0 (0,0%)    |
| Азијати           | 0 (0,0%) | 9 (2,7%)    |
| Хиспаноамериканци | 0 (0,0%) | 245 (74,2%) |
| Укупно            | 0        | 330         |